# Za branami pekla
Za branami pekla (v anglickém originále Gridlock'd) je americká filmová komedie z roku 1997. Režisérem filmu je Vondie Curtis-Hall. Hlavní role ve filmu ztvárnili Tupac Shakur, Tim Roth, Thandie Newton, Charles Fleischer a Bokeem Woodbine.

## Obsazení
| Tupac Shakur       | Ezekiel Whitmore  |
| Tim Roth           | Alexander Rawland |
| Thandie Newton     | Barbara Cook      |
| Charles Fleischer  | pan Woodson       |
| Bokeem Woodbine    | Mud               |
| Howard Hesseman    | slepý muž         |
| John Sayles        | policista         |
| Eric Payne         | policista         |
| Lucy Liu           | Cee-Cee           |
| Vondie Curtis-Hall | D-Reper           |